# Norops rhombifer
Norops rhombifer är en ödleart som beskrevs av  George Albert Boulenger 1894. Norops rhombifer ingår i släktet Norops och familjen Polychrotidae. Inga underarter finns listade i Catalogue of Life.